# فأر شوكي عربي
فأر شوكي عربي (باللاتينية: Acomys dimidiatus) نوع من القوارض من عائلة الفأريات. هي مجموعة واسعة النطاق ، وجدت في الصحراء في منطقة الشرق الأوسط فضلا عن كونها منتشرة في الغابات النهرية في أفريقيا. هذا هو النوع الوحيد من الفئران الشوكية الذي يمكن أن يكون له لون أسود. تغذيتها مشابهة لباقي الفئران الشوكية و التي تتألف في معظمها من البذور.